# 达奇
达奇（1934年5月1日—2023年9月28日），原名齐福君，男，吉林省怀德县（今公主岭市）人，中国影视演员、导演，后来成为澳大利亚电视编导。

## 生平
1950年中学毕业之后，达奇在长春铁路业务所学习报务。1953年，达奇进入哈尔滨铁路文工团，成为一名专业话剧演员，其间接受了正规表演训练。1956年，该团并入中国铁道艺术剧院。同年，他被长春电影制片厂导演林农选中，参加拍摄电影《边寨烽火》。1958年，在第十一届卡罗维发利国际电影节上，《边寨烽火》的男、女主角双双获得青年艺术家奖。拍摄《边寨烽火》后，达奇回到话剧舞台，在将近三年内先后参加演出《西藏的枪手》、《二七风暴》等多部话剧。
1960年，应八一电影制片厂邀请，达奇参加拍摄了电影《12次列车》，并于同年正式调入长春电影制片厂成为专业电影演员。在长春电影制片厂期间，参加拍摄了《独立大队》、《车轮滚滚》等电影。
1978年，长春电影制片厂筹拍电影《吉鸿昌》，达奇饰演主角吉鸿昌。该片上映后获得强烈反响，成为达奇艺术生涯中的新起点。《吉鸿昌》于1980年获得第三届大众电影百花奖最佳故事片奖、最佳编剧奖，文化部优秀影片奖，长春电影制片厂小百花奖。此后，达奇先后参加拍摄电影《大风歌》、《海囚》、《台岛遗恨》。1982年，《海囚》获北京电影制片厂小百花奖。1982年起，任福建电影制片厂副厂长。1990年代，达奇年事已高，但仍活跃在银屏上。后来他移居澳大利亚。1996年，达奇获长春电影制片厂建厂50周年杰出影人“摇篮杯”奖。

## 作品

### 话剧
- 1959年郭沫若话剧《屈原》饰 屈原
- 1961年郭沫若话剧《孔雀胆》饰 段公

### 电影
- 1957年《边寨烽火》 饰 多隆（长春电影制片厂）
- 1960年《12次列车》饰 许秉忠（八一电影制片厂）
- 1964年《独立大队》饰 牛牯（长春电影制片厂）
- 1965年《景颇姑娘》饰 文帅（长春电影制片厂）
- 1975年《熊迹》饰 老卫爷（长春电影制片厂）
- 1975年《车轮滚滚》饰 耿东山（长春电影制片厂）
- 1977年《渔岛怒潮》饰 王四江（西安电影制片厂）
- 1979年《吉鸿昌》饰 吉鸿昌（长春电影制片厂）
- 1981年《爱情啊，你姓什么？》饰 张政委（上海电影制片厂）
- 1981年《海囚》饰 唐金龙（北京电影制片厂）
- 1982年《台岛遗恨》饰 总兵大人（峨嵋电影制片厂）
- 1983年《倔强的女人》（导演兼演员）饰 邢大为（福建电影制片厂）
- 1985年《木棉袈裟》（策划）（福建电影制片厂）
- 1985年《奢香夫人》饰 朱元璋皇帝（浙江电影制片厂）
- 1987年《少女·逃犯·狗》（导演）（新疆电影制片厂）

### 电视
- 1985年，10集电视连续剧《桥隆飙》（导演）（中国中央电视台）
- 1986年，电视剧《鼓浪屿号》 饰 陈总（厦门电视台）
- 1986年，电视剧《黑船》（导演）（江西电视台）
- 1988年，电视剧《骗局奇情》（导演）
- 1988年，电视剧《龙城二娇》（导演）
- 1989年，电视剧《深夜大搜捕》（编导）
- 1989年，电视剧《荡妇》（又名《公关小姐的遭遇》）（编导）
- 1990年，36集电视连续剧《封神榜》饰 商纣王（上海电视台）
- 1990年，电视剧《冷井情深》（编导）（深圳电视台）
- 1991年，电视剧《情感，在自拔中燃烧》（编导）
- 1992年，音乐专题片《席慕荣诗词歌曲专辑》（编导）
- 1993年，大型纪实性专题片《中国留学生在澳洲》（编导）（澳洲达奇影业公司）
- 1994年，专题片《中国歌星集锦》（编导）
- 1995年，15集电视连续剧《绝情》 饰 振奎（江西电视台），电视剧《封神榜》中饰纣王。
- 1998年，21集电视连续剧《追逐墨尔本》（拍摄）
- 2000年，科普专题片《中国人的养生之道》（编导）
- 2000年，电视电影《东海小魔女》（编导）
- 2002年，纪录片《澳洲情》（编导）
- 2003年，纪录片《澳洲情》（编导）（澳大利亚达奇影视制作公司）
- 2004年，纪录片《澳洲情》（筹备、撰写、拍摄） （澳大利亚达奇影视制作公司）
- 2005年，纪录片《澳洲情》（编导、拍摄）（澳大利亚达奇影视制作公司）
- 2011年，20集纪录片《南洋老华侨》（编导）

### 主持
- 2000年，上海教育电视台《走进心世界》专栏节目（主持）
- 2002年，澳大利亚BSB民族广播电台《昨天、今天、明天》专栏节目（特约主持）
- 2003年，澳大利亚BSB民族广播电台《男女对话》专栏节目（特约主持）
- 2006年，澳洲SBS民族广播电台的系列广播剧《心灵的鸡汤》（编导）
- 2008年，澳大利亚 SBS 民族广播电台专栏节目 《心灵的鸡汤》（编导主持）
- 2008年，澳大利亚 SBS 民族广播电台长篇广播剧《勿忘澳洲》（编导主持）

### 著作
- 朱鸣、王晓雨主编，墨尔本：华人的故事，中国文联出版社，2001年（书内收有达奇的文章）
- 达奇，国际流浪汉（著名电影表演艺术家达奇域外散记），内蒙古大学出版社，2012年[1][2]